# Pierre Idrac
Pierre Idrac (auch oft Paul, Peter) (* 14. Februar 1885 in Paris; † 17. Juni 1935) war ein französischer Meteorologe.

## Leben
Der Sohn des Bildhauers Jean-Antoine-Marie Idrac und Neffe des Architekten Albert Ballu besuchte das École polytechnique und wurde Forschungsleiter der Eliteschule Mines ParisTech. Er begleitete Jean-Baptiste Charcot auf seinen Expeditionen. Nachdem er 1916 Henry Bénard getroffen hatte, begann er Wirbelrollen und Wolkenstraßen zu untersuchen. Er untersuchte vertikale Strömungen und kam auf die Idee, die räumliche Periodizität der Auf- und Abwinde über eine weite Ebene zu erklären.
Bei Aufkommen von Windkanalmessungen benutzte er an einem Drachendraht befestigte Wimpel als Anzeiger des Strömungsfeldes. Die spezifische Eigengewichtsneigung der Wimpel wurde vorher als Funktion der Windgeschwindigkeit im Strömungskanal bestimmt und diente bei den eigentlichen Messungen in der freien Atmosphäre als Korrektiv. Nach dem Krieg setzte er kinematografische Verfahren ein. Auf diversen Tropenexpeditionen filmte er den Segelflug von Albatrossen, Sturmschwalben oder auch fliegenden Fischen. Seine  daraus abgeleiteten, chronofotografischen  Erkenntnisse bildeten jahrelang eine der wesentlichen Grundlagen bei der Suche der Rhön-Rossitten-Gesellschaft nach dem Geheimnis des thermischen Segelflugs. In Afrika registrierte er 1919 mit Hilfe von Drachen und Pilotballonen Windschwankungen und Windneigungen. Seine Untersuchung bestätigte, dass der von Ernest Hanbury Hankin beobachtete Segelflug tatsächlich auf thermische Luftströmungen zurückzuführen ist. 1923–1924 sandte die Regierung ihn mit Transportschiffen und Walfängern nach Argentinien und Südgeorgien, um die Aerodynamik des Segelflugs von Albatrossen auf dem Meer zu untersuchen.
1927 unternahm er mit Robert Bureau erste Versuche zu Radiosonden, was den Beginn der systematischen Erforschung der vertikalen Dimension der Atmosphäre bildete.

## Veröffentlichungen
- Soaring Flight in Guinea; 1920
- Études expérimentales sur le vol à voile; 1921 (Thèse de doctorat, Paris)
- Étude sur les conditions d'ascendance du vent favorable au vol à voile; 1923
- Études expérimentales sur le vol à voile au lieu même d'évolution des grands oiseaux voiliers (vauturs, albatros, etc.); 1931
- Experimentelle Untersuchungen über den Segelflug mitten im Fluggebiet großer segelnder Vögel (Geier, Albatros usw.) Ihre Anwendung auf den Segelflug des Menschen.; 1932 (Übers. von Fritz Höhndorf)
- Le nouvel enregistreur de courants sous-marins de M. Pierre Idrac: les premiers résultats qu'il a permis d'obtenir en Océanographie; 1931
- Thermographe enregistreur Idrac de haute précision pour les observations océanographiques sous-Marines; 1933
- Appareil Idrac pour la mesure de courants verticaux sous-marins; 1933
- Nouvel enregistreur de vitesse et direction pour courants sous-marins; 1928
- Recherches sur le champ électrique de l'atmosphere aux grandes altitudes à l'observatoire de Trappes; 1928